# Agrostis bromoides
Agrostis bromoides é uma espécie de gramínea do gênero Agrostis, pertencente à família Poaceae.